# Conrad Fredrik von der Lippe

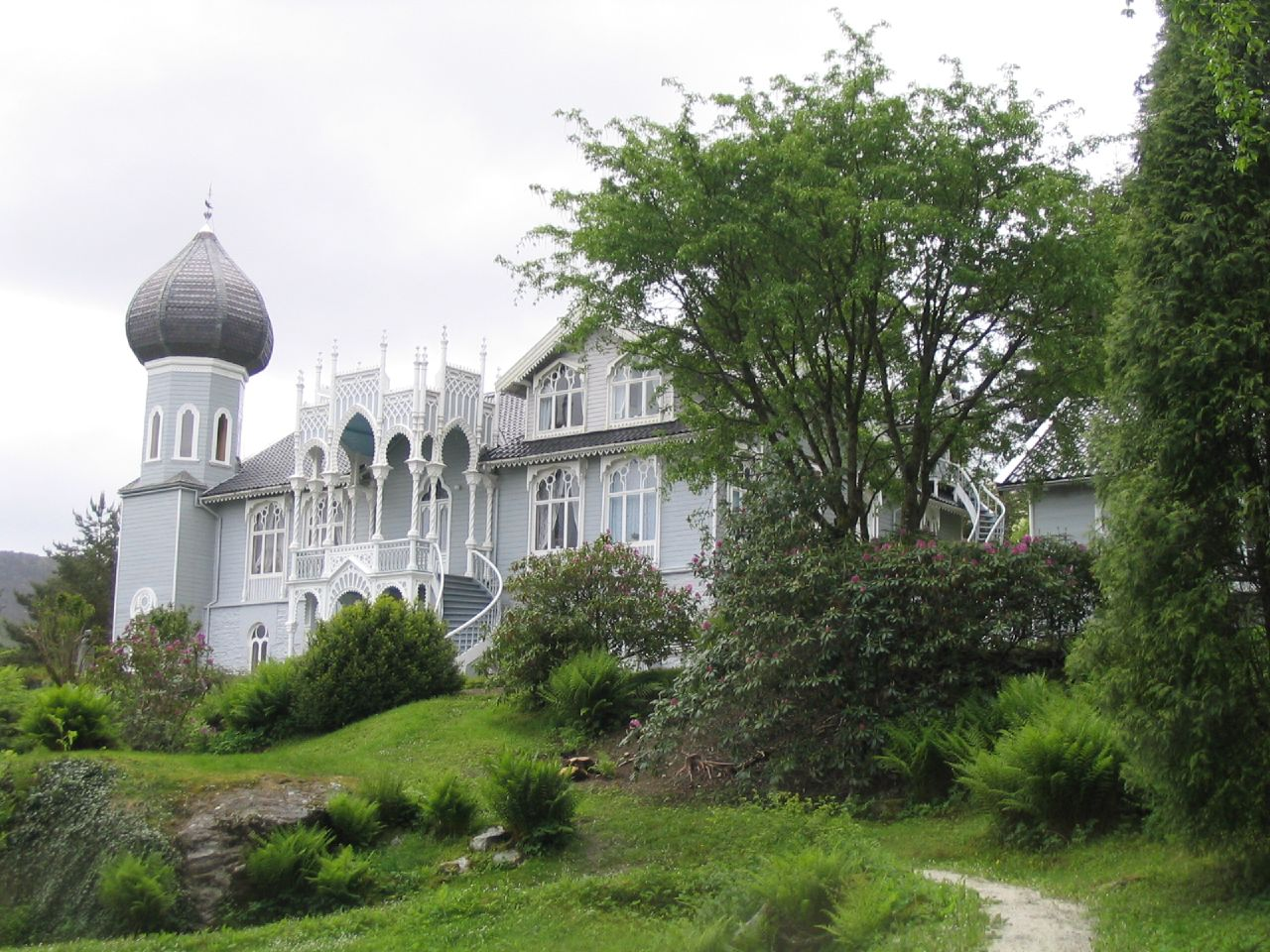
Villa Lysøen appartenuta al virtuoso del violino Ole Bull

Conrad Fredrik von der Lippe (1833 – 1901) è stato un architetto norvegese, spesso soprannominato "Fritz von der Lippe", famoso per la progettazione di diversi importanti edifici in Norvegia.

## Biografia
Dopo aver frequentato dal 1851 al 1853 la Polytechnische Schule di Hannover ed essersi trasferito poi a Darmstadt e Vienna, nel 1856 fondò uno studio privato di architettura nella sua città natale di Kristiansand. Fu il primo architetto specializzato del luogo, ed ebbe una grande influenza sullo sviluppo dell'architettura locale. Tra il 1860 e il 1870 fu ispettore degli edifici nella città di Stavanger.
Tra gli edifici progettati da Von der Lippe troviamo una chiesa a Vegusdal, Villa Tying Moen a Lillesand, la chiesa di San Pietro a Stavanger, Meat Market a Bergen, e villa Lysøen.